# جیدروپ
یودِروپ (به دانمارکی: Jyderup) یک منطقهٔ مسکونی در دانمارک است که در Holbæk Municipality واقع شده‌است. یودروپ ۲٫۹۱ کیلومتر مربع مساحت و ۴٬۳۳۸ نفر جمعیت دارد.